# Ареносол
Ареносол или еолски песак је неразвијена или слабо развијена творевина на песковитом супстрату, који је подложан премештању под утицајем ветра. Настао је радом ветра чији је профил хомоген. Називи потичу од речи еол (на грчком бог ветрова) и арена (на латинском пешчано борилиште). Овај тип неразвијеног земљишта назива се још и живи песак, летећи песак, покретни песак, вејавац. Еолски песак се јавља у Србији на више локација: Суботичко-хоргошка пешчара у Бачкој, Делиблатска пешчара у Банату, затим на десној тераси Дунава, Рамска, Градиштанска и Голубалка пешчара. Моћност ових пескова и режим њихових подземних вода знатно варирају.